# Paul Anton
Paul Viorel Anton, né le 10 mai 1991 à Bistrița, en Roumanie, est un footballeur international roumain qui évolue au poste de milieu de terrain à l'UTA Arad.

## Biographie

### Carrière en club

#### Débuts en Roumanie
En 2008, Paul Anton commence sa carrière dans le club de sa ville natale, le Gloria Bistrița. La même année, il est prêté au Delta Tulcea, où il joue une saison et marque quatre buts en 27 matches de Liga II. Après son prêt au Delta Tulcea, il est envoyé dans la réserve du Gloria Bistrița, où il reste une saison, après avoir été prêté au FCM Târgu Mureș. En 2010, il revient en équipe première. Pour sa première saison en Liga I avec Bistrița, il dispute 18 matches et marque un but.

#### Pandurii Târgu Jiu
Le 7 janvier 2013, Anton s'engage avec le Pandurii Târgu Jiu. Au cours de la saison 2012-13, il dispute 13 matches et marque trois buts en Liga I, dont deux buts contre le CS Turnu Severin, aidant ainsi son équipe à remporter une victoire 3-1. En tant que finaliste de la Ligue, le club remporte une place en Ligue Europa, et Anton se voit titularisé lors des 10 matches disputés par son équipe dans cette compétition.

#### Dinamo Bucarest
Le 7 septembre 2015, il est transféré au Dinamo Bucarest. Trois jours plus tard, il réalise ses débuts lors d'une victoire 2–0 en Coupe de la Ligue contre son ancienne équipe, le Pandurii Târgu Jiu. Il marque son premier but pour les Chiens rouges lors d'un match de championnat contre le FC Voluntari, le 30 novembre.
Il est ensuite prêté pour une saison en deuxième division espagnol, au Getafe CF, le 28 juillet 2016. Il y effectue 32 apparitions, et marque deux buts toutes compétitions confondues, participant ainsi à la promotion de Getafe en première division.

#### Anji Makhatchkala
Le 29 décembre 2017, Paul Anton est transféré au club russe d'Anji Makhatchkala, où il signe un contrat de deux ans, pour un montant estimé à 500 000 euros.
Il réalise ses débuts pour l'Anji le 2 mars 2018, lors d'un match nul un but partout contre le Rubin Kazan. Il marque ses premiers buts sous ses nouvelles couleurs le 17 mars, en inscrivant un doublé lors d'une victoire 2-0 sur le FK Tosno.

#### Krylia Sovetov Samara
Le 21 août 2018, il s'engage pour trois ans avec le Krylia Sovetov Samara.

### En sélection nationale
Avec les espoirs, il participe aux éliminatoires du championnat d'Europe espoirs 2013.
Il joue son premier match en équipe de Roumanie le 27 février 2015, en amical contre la Bulgarie. Toutefois, ce match nul et vierge ne s'avère pas reconnu par la FIFA.
Il effectue finalement ses débuts officiel en faveur de la Roumanie le 24 mars 2018, remplaçant Mihai Pintilii à la 72e minute, lors d'une victoire 2 à 1 en amicale contre Israël.